# Médaille de la France libérée
La Medaglia della Francia Liberata (in francese: Médaille de la France libérée) è una medaglia commemorativa francese, istituita tramite due decreti, il primo datato 12 settembre 1947 e il secondo 7 ottobre 1947.

## Requisiti
La medaglia era inizialmente denominata "Medaglia di Riconoscimento della Francia Liberata". Prese l'attuale nome, tramite il decreto del 16 giugno 1948.
Fu istituito per premiare i cittadini francesi o stranieri che diedero un contributo significativo alla liberazione della Francia. Veniva assegnata dal Ministero della Difesa e degli Affari dei Veterani, che, oltre alla medaglia, rilasciava un diploma.
La medaglia venne assegnata a 13.469 cittadini francesi e stranieri. Essa non viene assegnata dal 7 luglio 1957.

## Descrizione
La medaglia venne creata dall'incisore francese André Rivaud, la medaglia è in bronzo e ha un diametro di 35 millimetri.
Il nastro è formato da due arcobaleni con il viola al centro e il rosso ai bordi. Sul dritto della medaglia c'è rappresentata la mappa della Francia, contrassegnata con l'anno 1944. Il tutto è circondato da una catena spezzata a nord-ovest e sud-est (rappresentano i due sbarchi degli alleati). Sul verso è presente un fascio littorio, sormontato da un berretto frigio incorniciato dalle lettere RF, sul bordo è incisa "LA FRANCE HAS SES LIBERATEURS" ("LA FRANCIA HA I SUOI LIBERATORI").